# Zethus dolosus
Zethus dolosus är en stekelart som beskrevs av Charles Thomas Bingham 1897. Zethus dolosus ingår i släktet Zethus och familjen Eumenidae. Inga underarter finns listade i Catalogue of Life.